# Бестамак (Алгинский район)
Бестамак (каз. Бестамақ) — село в Алгинском районе Актюбинской области Казахстана. Административный центр Бестамакского сельского округа. Основано в 1905 году. Код КАТО — 153235100.
Находится на участке железнодорожной линии в 16 км к северу от города Алга. Через село проходит автомобильная дорога Алга — Актобе. Действует птицефабрика «Ак-кус».

## Население
| Численность населения | Численность населения | Численность населения | Численность населения |
| 1989                  | 1999                  | 2009                  | 2021                  |
| --------------------- | --------------------- | --------------------- | --------------------- |
| 2296                  | ↗2343                 | ↗3332                 | ↗3749                 |

В 1989 году население села составляло 2296 человек. Национальный состав: казахи — 56 %. В 1999 году население села составляло 2343 человека (1116 мужчин и 1227 женщин). По данным переписи 2009 года, в селе проживали 3332 человека (1634 мужчины и 1698 женщин). По данным переписи 2021 года, в селе проживало 3749 человек (1910 мужчин и 1839 женщин).

## Галерея
- Ж.д.станция
- Станция
- Вид села
- Вид села